# Los Ángeles (Chile)
Los Ángeles ist eine Großstadt in Chile, mit vollständigem Namen Santa María de Los Ángeles (spanisch für „Heilige Maria von den Engeln“). Sie ist die Hauptstadt der Provinz Bío-Bío in der Region Bío-Bío.

## Geographie und Klima
Los Ángeles liegt auf einer Höhe von 139 m über dem Meeresspiegel rund 110 km südlich der Stadt Chillán und rund 130 km südöstlich von Concepción, der Hauptstadt der Region Bío-Bío.
Mittelpunkt der Stadt ist der Plaza de Armas, der von den Straßen Valdivia, Colón, Caupolicán und Lautaro umsäumt wird.
Die Südsommer sind sehr heiß, nachts relativ kalt. Südlich der Stadt beginnt langsam der regenreichere Teil Chiles.

## Bevölkerung
Die Gemeinde Los Ángeles hat der Volkszählung 2017 zufolge 202.331 Einwohner (2002: 166.556), von denen 151.087 in geschlossenen Siedlungen leben, die restlichen Bewohner im ländlichen Außenbereich. 143.563 Menschen bewohnen den eigentlichen städtischen Siedlungskern, den Innenbereich der Stadt Los Ángeles einschließlich der Satellitenstadt Villa Génesis im Osten. Stadtoberhaupt von Los Ángeles ist seit 2012 Bürgermeister José Pérez Arriagada.

## Geschichte
Los Ángeles wurde am 20. März 1739 von Gouverneur José Manso de Velasco als Festung gegen die Mapuche gegründet. Der Fluss Río Bío Bío bildete lange die Grenze zwischen dem spanischen Machtbereich und dem der Mapuche.
Beim Erdbeben 1960 wurde die Stadt zu 70 % zerstört.
In der Stadt sind deutsche Einflüsse nicht unwichtig, so gibt es zwei deutsche Privatschulen: das Liceo Aleman und das Colegio Aleman. Außerdem Colonia Humán war ein Dorf, das im 19. Jahrhundert von Siedlern germanischer Herkunft (Deutsche, Schweizer und Österreich-Ungarn) gegründet wurde und dem heutigen Stadtgebiet der Stadt völlig unterworfen war. Die Lutherische Kirche Los Angeles bietet alle ihre Gottesdienste auf Deutsch und Spanisch an.

## Sehenswürdigkeiten
Die Region ist bei Trekking-Freunden beliebt. Größte Attraktion der Gegend ist der 30–40 m hohe Wasserfall Salto del Laja. Ausflüge in die Anden bieten sich an. Der 2895 m hohe Vulkan Antuco befindet sich etwa 90 km östlich der Stadt. Hier gibt es im Winter eine einfache Skipiste.
Der Río Bío-Bío sowie der Nationalpark südlich des Sees Laguna de La Laja bieten sich für Ausflüge an. Der 116 km² große Nationalpark ist von Zypressenwäldern durchzogen. Hier gibt es sehr viele Tierarten, wie den Vizcacha (eine Chinchillaart), Andenkondor und Puma.
In der Stadt gibt es ein Museum Museo de la Alta Frontera zur Geschichte der Mapuche und deren Kampf gegen die Besiedlung durch die Spanier.
Los Ángeles selbst ist kein besonderes Touristenziel. Die Stadt ist aber ein Ausgangspunkt für Reisen in das Umland.

## Wirtschaft
Die Stadt ist ein Industriezentrum, während das Umland durch die Forstwirtschaft geprägt ist. Die Stadt liegt verkehrsgünstig an der Panamericana, die in diesem Bereich auch Ruta 5 heißt.

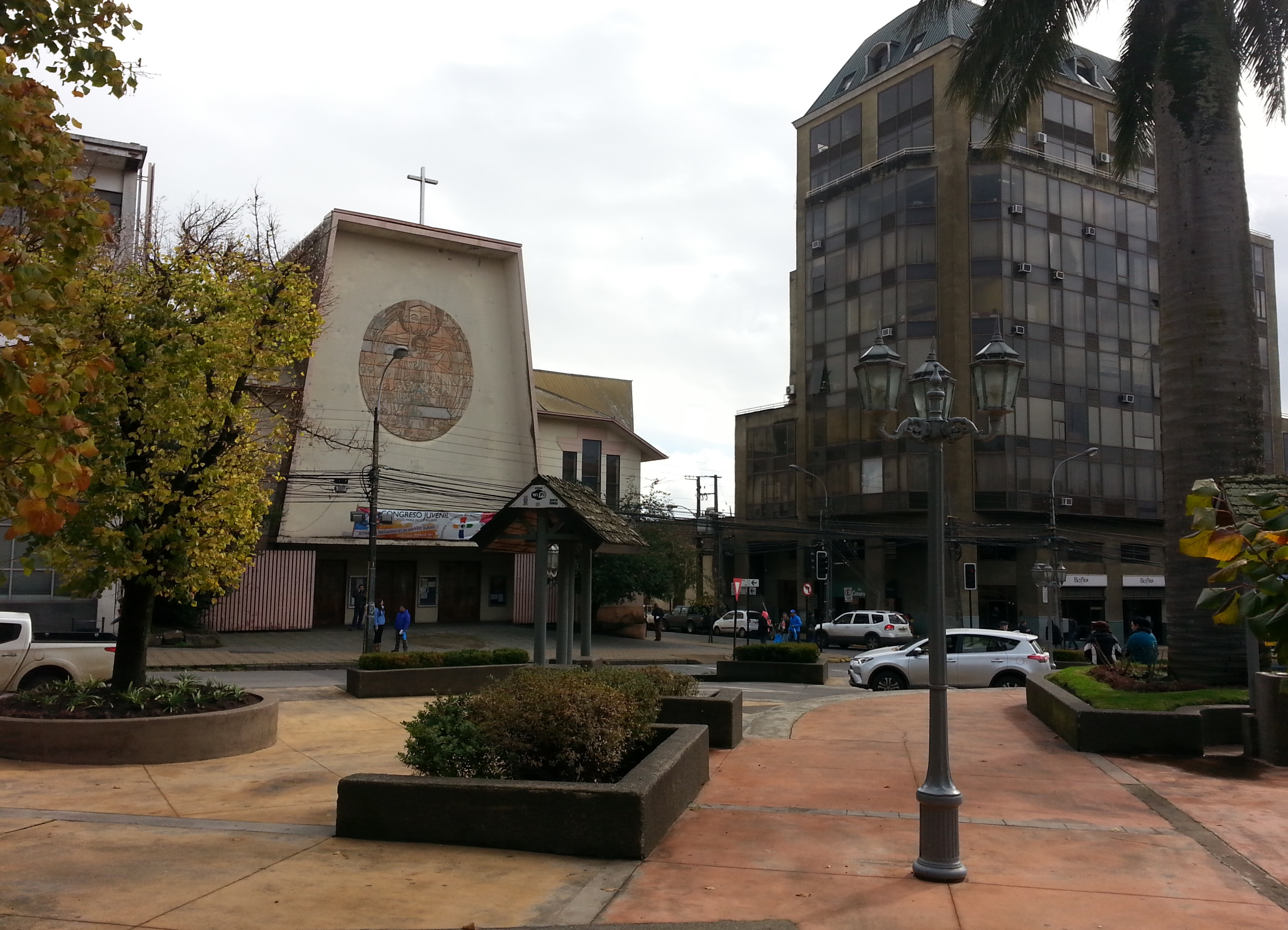
Blick auf die Kathedrale

## Religion
Seit 1959 ist die Stadt Sitz des römisch-katholischen Bistums Santa Maria de Los Ángeles. Zum neuen Bischof des Bistums ernannte Papst Benedikt XVI. am 7. Januar 2006 Felipe Bacarreza Rodríguez, der zuvor als Titularbischof von Nepi Weihbischof in Concepción gewesen war. Am selben Tag hatte der Papst das Rücktrittsgesuch aus Altersgründen seines Vorgängers Miguel Caviedes Medina angenommen.
In der überwiegend katholisch geprägten Stadt finden sich zudem zahlreiche kleinere evangelikale Gemeinden; auch die Zeugen Jehovas sind mit einer relativ großen Niederlassung vertreten.

## Söhne und Töchter der Stadt
- Augustin Krämer (1865–1941), deutscher Marinearzt, Anthropologe und Ethnologe
- Armando Quezada Acharán (1873–1936), Politiker der Partido Radical und Wirtschaftswissenschaftler
- Pedro Luna (1896–1956), Maler
- Óscar Ellis (1909–1987), Fußballspieler
- Renato Iturrate (1922–2021), Radrennfahrer
- Nery Veloso (* 1987), Fußballspieler
- Claudio Baeza (* 1993), Fußballspieler
- Cristhian Venegas (* 1993), Fußballspieler